# O Páramo
O Páramo – gmina w Hiszpanii, w prowincji Lugo, w Galicji, o powierzchni 74,8 km². W 2011 roku gmina liczyła 1555 mieszkańców.